# Bazylika Ofiarowania Najświętszej Maryi Panny w Różanymstoku

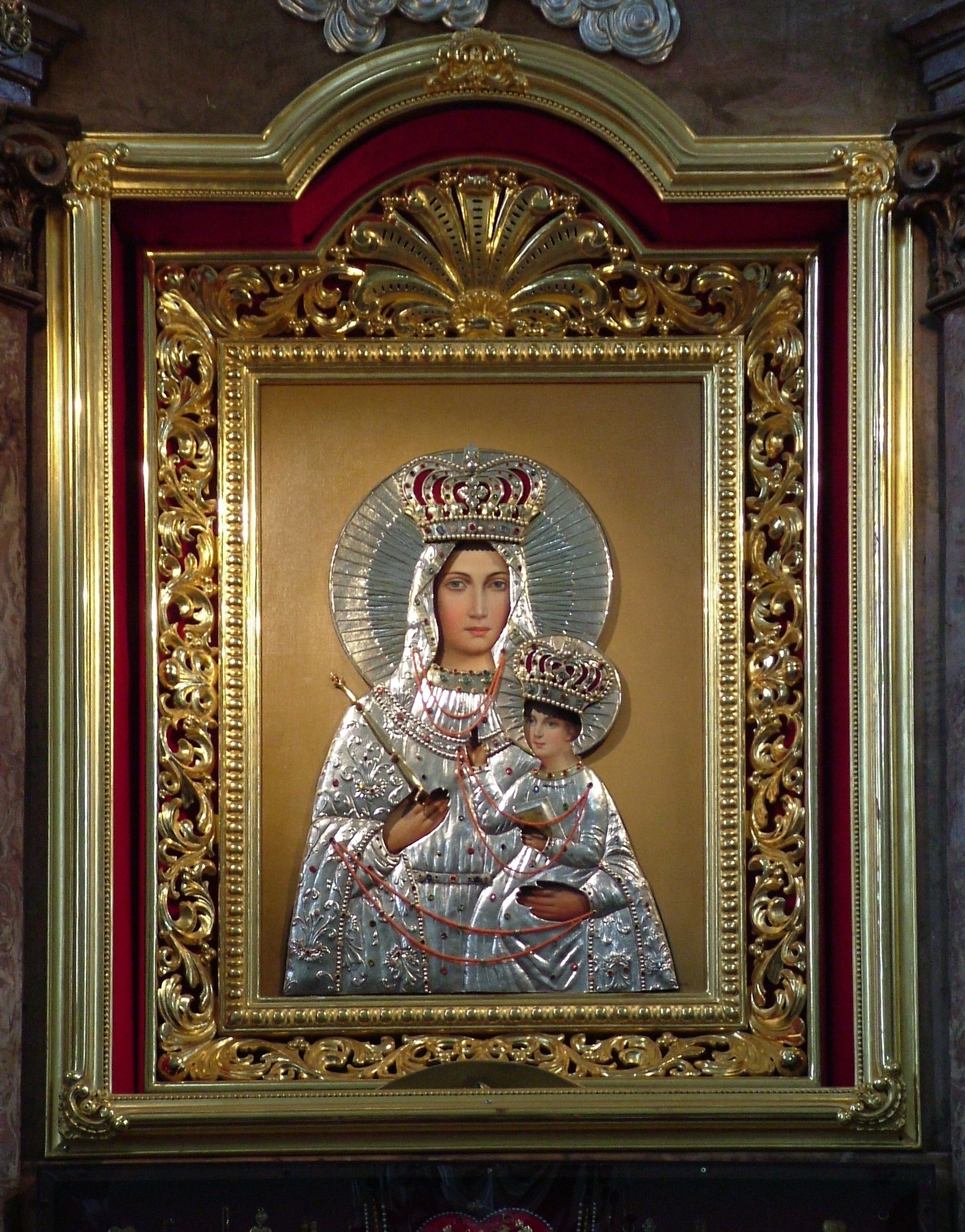
Obraz Matki Bożej Różanostockiej namalowany w 1929

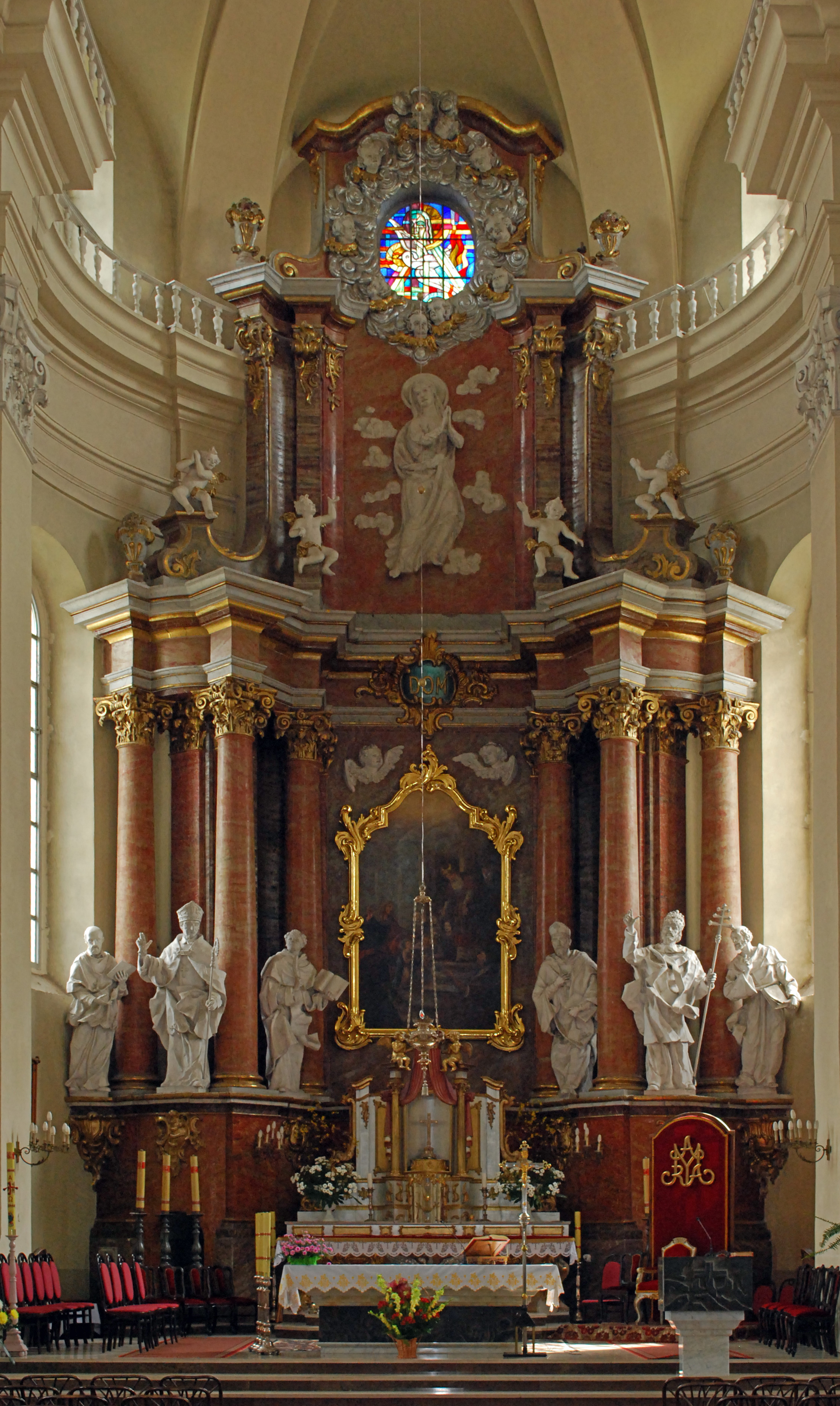
Ołtarz główny

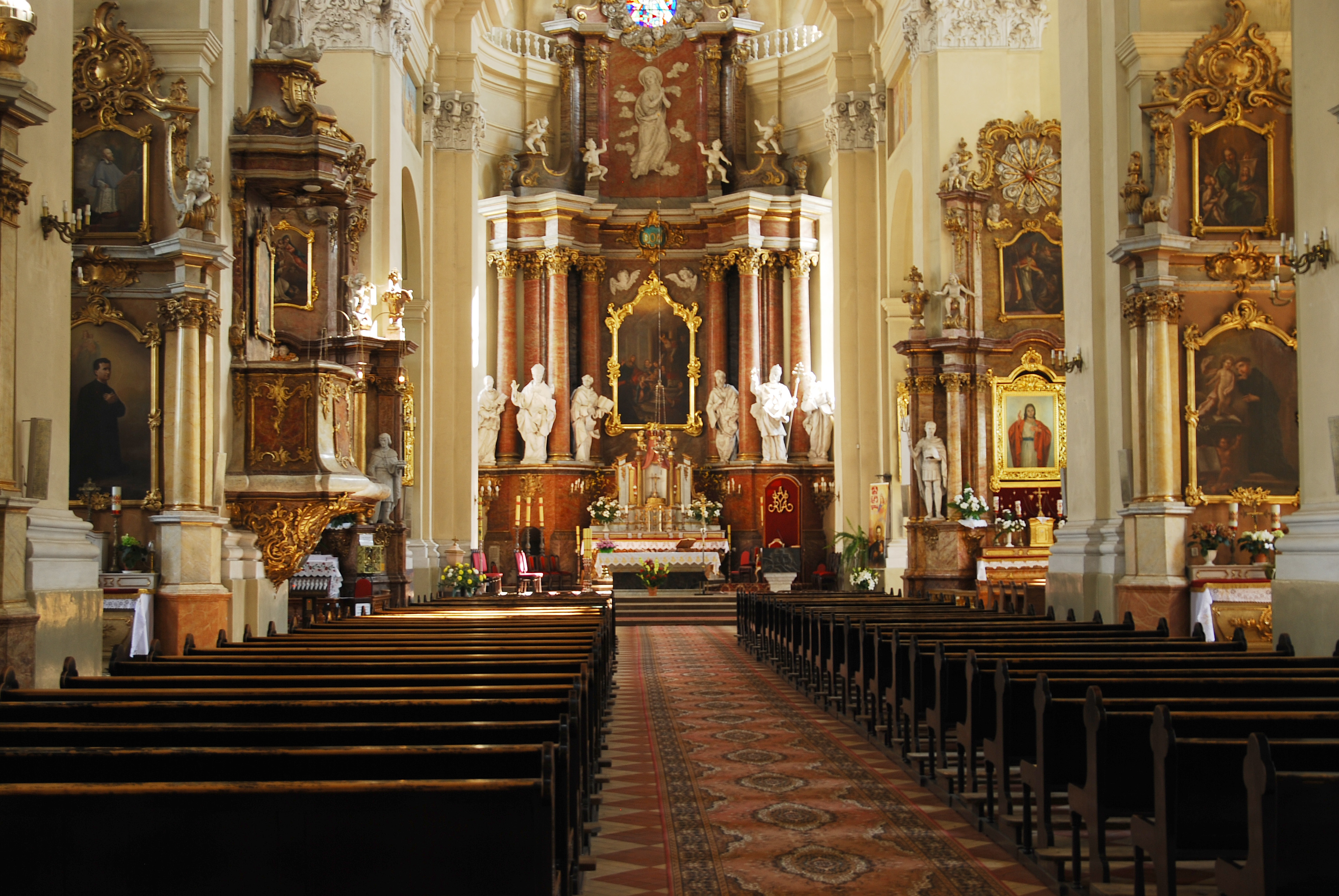
Wnętrze świątyni

Sanktuarium Maryjne w Różanymstoku – sanktuarium maryjne prowadzone przez salezjanów w miejscowości Różanystok w świątyni wzniesionej na wzór kościoła jezuickiego w Grodnie. 

## Architektura
Kościół jest trzynawowy, wzniesiony na rzucie krzyża łacińskiego, prezbiterium jest zwrócone w kierunku południowym, całość ma styl barokowy, natomiast wystrój i ołtarze z ornamentami dekoracyjnymi – rokokowy.

## Historia
Historia sanktuarium zaczęła się od obrazu namalowanego w Grodnie w 1652 roku przez Jana Szrettera. Obraz ten, przedstawiający Matkę Bożą z Dzieciątkiem na ręku, nabył właściciel ziemski majątku ówcześnie zwanego Tabenszczyzna lub Krzywy Stok Szczęsny Tyszkiewicz herbu Leliwa z żoną Eufrozyną. Wizerunek umieszczony został w domowej sypialni, gdzie domownicy zbierali się na wspólne modlitwy.
21 listopada 1658 w święto Ofiarowania NMP rozpoczęły się pierwsze nadzwyczajne zjawiska: samoczynne zapalanie się lampki oliwnej, zakwitnięcie suchych wianków, niespotykany wcześniej zapach różany. Towarzyszyć miał temu anielski śpiew oraz muzyka.
Z powodu pielgrzymek, które przychodziły do Tyszkiewiczów, na przełomie roku 1660 i 1661 obraz przeniesiono do drewnianego kościoła. 21 listopada 1662 roku w dzień Ofiarowania NMP ks. Wojsznarowicz z polecenia biskupa wileńskiego Jerzego Białłozora dokonał uroczystego poświęcenia obrazu Matki Boskiej. Jeszcze w tym samym roku w celu „wyświecani prawdy cudów” biskup Białłozor wyznaczył specjalną komisję do zbadania cudowności obrazu. Miała ona za zadanie zebrać wiadomości o cudach jakie miał dokonać obraz. Z zebranego materiału ponad 30 zjawisk komisja uznała za autentyczne, spisała i zaprzysięgła. W 1663 roku opiekę nad obrazem zaczęli sprawować dominikanie z Sejn, którzy przyjechali na zaproszenie Tyszkiewiczów. W tym też czasie została zmieniona nazwa miejscowości na Różanystok.

### Kalendarium
- 1667 – O. Gabriel Jurkowski wydaje książkę o obrazie różanostockim pt. Glansowany i prześliczny miesiąc
- XVIII wiek – dalsze rozszerzanie kultu obrazu poprzez misje, jakie prowadzili oo. dominikanie na Litwie, Rusi i w Koronie
- 1759 – rozpoczęcie budowy nowej świątyni
- 1785 – sufragan wileński bp Tomasz Ignacy Zienkowicz konsekruje nową świątynię
- 1794 – zakończenie budowy murowanego klasztoru. Jednym z malarzy obrazów był Antoni Gruszecki[3]
- 1795 – po utracie niepodległości Różanystok znajduje się w granicach zaboru pruskiego
- 1807 – po traktacie w Tylży wchodzi w granice zaboru rosyjskiego
- 1811 – abp metropolita mohylewski Stanisław Bohusz Siestrzeńcewicz tworzy w Różanymstoku parafię i powierza ja oo. dominikanom
- 1846 – następuje kasata zakonu dominikanów ukazem cara Mikołaja I
- 26.08.1861 – manifestacja patriotyczno-religijna w Różanymstoku mieszkańców powiatu augustowskiego i sokólskiego
- 15.09.1866 – zamknięcie kościoła na rozkaz cara Aleksandra II. Wszystkie dobra kościelne zostały przekazane duchowieństwu prawosławnemu. Kościół zamieniono na cerkiew[4]  .
- 8.09.1901 – do zabudowań skasowanego klasztoru dominikańskiego Świątobliwy Synod Rządzący Rosyjskiego Kościoła Prawosławnego przenosi zakonnice z monasteru żeńskiego w Grodnie. Powstaje monaster Narodzenia Matki Bożej w Różanymstoku. Zakonnice budują cerkiew zimową św. Sergiusza z Radoneża, która przez salezjanów została zamieniona na kaplicę dla młodzieży szkolnej oraz klasztor i inne zabudowania, otwierają szpital, kilka szkół, sierociniec, przytułek i pracownie różnych specjalności[5]
- 14.08.1915 – w związku ze zbliżającym się frontem mniszki prawosławne uciekają z Różanegostoku w głąb Rosji, zabierając ze sobą słynący łaskami obraz Matki Bożej, a klasztor zostaje zmieniony na koszary wojskowe, a kościół na magazyn
- 13.11.1918 – przekazanie kościoła przez komisję niemiecką duchowieństwu katolickiemu
- 28.11.1918 – bp wileński Jerzy Matulewicz przywraca do życia parafię różanostocką, a jej proboszczem mianuje kapłana diecezjalnego ks. Witolda Sarosieka – wikariusza dąbrowskiego[6]
- 10.11.1919 – dzięki staraniom bpa J. Matulewicza i proboszcza ks. Witolda Sarosieka do Różanegostoku przybywają salezjanie i podejmują działalność oświatowo-wychowawczą, otwierając różnego typu szkoły
- 6.11.1922 – do Różanegostoku na prośbę salezjanów przybywają z Włoch siostry salezjanki
- 1923 – na uroczystości odpustowe Zielonych Świąt przybywają: nuncjusz apostolski abp. Lorenzo Lauri oraz jego sekretarz ks. Giovanni Battista Montini (późniejszy papież Paweł VI)
- 1925 – poświęcenie nowych 32-głosowych organów zbudowanych przez Fabrykę Organów Wacława Biernackiego z Warszawy
- 8.09.1929 – wprowadzenie do kościoła nowego obrazu Matki Boskiej namalowanego w Warszawie w firmie Włodzimierza Tura, a poświęconego w Rzymie przez papieża Piusa XI. Obraz ten czczony jest do dziś.
- 12.10.1929 – przybywa do Różanegostoku kardynał August Hlond, prymas Polski – salezjanin, który przewodniczył uroczystościom pierwszych obłóczyn sióstr salezjanek w Polsce
- 1939 – wybuch wojny spowodował zahamowanie działalności ośrodka różanostockiego, część budynków uległa zniszczeniu
- 1945 – gimnazjum ponownie rozpoczyna swoją działalność oświatowo-wychowawczą
- 1949 – powstaje Niższe Centrum Duchowe dla archidiecezji w Białymstoku, diecezji łomżyńskiej i diecezji w Drohiczynie
- 30.06.1954 – zamknięcie szkoły i klasztoru salezjanów i sióstr salezjanek przez władze państwowe. Odtąd działa tu zespół szkół rolniczych. Salezjanom pozostała tylko praca duszpasterska oraz opieka nad sanktuarium.
- 1958/1959 – Sanktuarium Różanostockie uroczyście obchodziło 300-lecie kultu Matki Bożej Różanostockiej
- 8.09.1959 – Uroczystościom kończącym jubileusz przewodniczył metropolita poznański Antoni Baraniak, salezjanin. Poświęcił wówczas nową szatę na Obrazie Matki Bożej – Różanystok staje się coraz bardziej znanym sanktuarium maryjnym na kresach wschodnich. Salezjanie przygotowują dokumentację potrzebną do wniesienia do Stolicy Świętej prośby o zezwolenie na koronację obrazu.
- 10.09.1978 – Trwają intensywne przygotowania do koronacji. Odnowiono całkowicie wystrój wewnątrz świątyni.
- 28.06.1981 – uroczystości koronacyjne, którym przewodniczył ks. kardynał Franciszek Macharski z Krakowa, a współkoronatorami byli: ks. bp Edward Kisiel z Białegostoku, przy współudziale przedstawicieli episkopatu Polski, duchowieństwa i około 250 000 wiernych.
- 30.08.1987 – nadanie kościołowi Ofiarowania Najświętszej Maryi Panny tytułu bazyliki mniejszej
- 2000 – Sanktuarium zostało wyznaczone jako miejsce odpustu jubileuszowego
- 06.12.2000 – otwarcie dzieł wychowawczych w Różanymstoku: Salezjańskiego Domu Młodzieżowego i Bursy salezjańskiej
- 11.01.2004 – w Pałacu Apostolskim w Watykanie przekazano dary papieskie dla wspólnoty salezjańskiej
- 2021 – nowa szata obrazu Matki Bożej Różanostockiej[7]